# Podcastklient
En podcastklient är en ljuduppspelare med möjlighet att prenumerera på podsändningar och ladda ner/säga till när det finns nya avsnitt. Den mest spridda klienten är Apples Itunes.